# 安倍麻美
安倍 麻美（あべ あさみ、1985年〈昭和60年〉2月27日 - ）は、日本の元タレント。北海道室蘭市出身。元所属事務所はワタナベエンターテインメント。音楽ユニット・ギャルルでは2代目エース「あべべ」として活動していた。次姉は元モーニング娘。の安倍なつみ。長姉は一般人女性。義兄は俳優の山崎育三郎。

## 人物
- 姉の愛称「なっち」にちなみ、「あっち」が愛称だったが、その後本人の希望により、「あさみん[1]」を愛称としている。姉の安倍なつみがラジオ番組で語ったところによると、家族からは「あみ」と呼ばれているとのこと。
- 好きな言葉は、「我が我がの我を捨てて、お陰お陰の下で暮らす」。
- 小学2年生の頃は傘で、6年生のときは自転車で空を飛ぼうとした経験がある。また、小学6年生の頃に電柱を伝って流れて来る雨水をソフトクリームのように舐めていたとばらされたこともある[2]。
- 趣味は詞、絵、釣り。小さい頃、父親と良く釣りに行った[3]。
- hydeの大ファンである。自分の部屋にポスターを貼り、ポスター相手に話しかけたり乾燥すると思いリップクリームをつけたりしていた。
- 2011年11月11日、元D'espairsRayのHIZUMIと結婚を発表。同時に芸能界を引退した[4]。

### ハロー!プロジェクトとの関係
ハロー!プロジェクトのメンバーであるとしばしば勘違いされることがあるが、所属事務所も異なっており、姉の安倍なつみがハロー!プロジェクトに所属していたという以上の関係はない。しかし、活動を始めた頃はほとんどの場合、「安倍なつみの妹」という形で紹介されたこともあって、ハロー!プロジェクトのことを扱った書籍などでは「正式にはハロー!プロジェクトではない」と断った上で扱われる場合もある。
また、CDショップでハロー!プロジェクトのコーナーが設けられている場合にはその中に一緒に置かれていることも少なくない。なお、2007年にはつんく♂のプロデュースのユニットであるギャルルのメンバーになったことで姉と同じつんくファミリーの一員になった。
SI☆NAのメンバーには、漢字表記は異なるが読みが同じである「阿部麻美」がいる。

## 略歴
- 子供の頃、歌によって勇気付けられたことが多かったことから、自分が落ち込んでいる人達を元気付けたいと、歌手を目指して上京。

2001年
- 都内でスカウトされる。「スカウトした時点では安倍なつみの妹であることを担当は分からず、後日母と共に事務所を訪れた時に、事務所は初めてその事実を知る」とされている。

2002年
- 12月21日、日本青年館でプレデビューイベントを開催。約2000人が集結。

2003年
- 1月24日 - ニンテンドー ゲームキューブ用ソフト『NINTENDOパズルコレクション』のCMで、CMデビュー。
- 3月26日 - 読者の投票で2曲の中から選ばれた『理由』で歌手としてデビュー。ワタナベエンターテインメント所属のソロ女性アイドルは当時の在籍者では松本明子以来[注 1]。
- 7月11日 - 初写真集「そのまま」を発売。故郷室蘭で撮影した写真が多く掲載。
- 8月29日 - フジテレビ系『心はロンリー気持ちは「…」XI』で、明石家さんまと共演した。以後、歌手と女優の活動を並行するようになる。
- 10月 - 雑誌に男性とのディープキスや喫煙などのプライベート写真が掲載。11月、ホームページにファンに謝罪するメッセージを緊急掲載。ミニライブ&握手会でファンに直接謝罪。
- 12月21日 - Zepp Tokyoで初の単独ライブ「Wish All Together」を開催。

2004年
- 1月1日放送の『第41回新春かくし芸大会2004』で姉・安倍なつみと初めて共演。
- 2月28日から29日、19歳の誕生日を迎えた直後に故郷北海道でファンクラブイベントを実施。
- 3月1日、高校卒業。
- 3月19日から28日、最初のコンサートツアー「1st CONCERT TOUR 2004 卒業〜from now on」を全国3か所で行う。

2005年
- 2月19日、19歳最後に19曲をガッツし歌うライブ「19 colors」で熱唱。
- 2月26日から27日、浜松でファンクラブイベント。20歳の誕生日を会場で迎える。
- 『ロンドンハーツ』（格付けし合う女たち）や『プリティガレッジ』など、バラエティ番組の仕事が増える。
- 7月、インターネット上に恋愛小説『バカみたい。』を連載開始。
- 11月24日、『バカみたい。』が単行本化。
- 12月、日本テレビ系『ガガガガガレッジセール』で「ルルベ・ゴリバレエ団」の一員としてバレエを披露。

2006年
- 1月、初めてミュージカルに挑戦。『屋根の上のバイオリン弾き』で三女チャバを演じる。
- 3月、UFJニコスが、タレントをカードキャラクターに使った提携クレジットカードの第1号として「asami NICOSカード」を発行。
- 3月4日、福岡でファンクラブイベント（ミュージカル打ち上げパーティ）。
- 5月にフジテレビ系で放送のスペシャルドラマ『ザ・ヒットパレード〜芸能界を変えた男・渡辺晋物語〜』で姉・安倍なつみと初めてドラマ共演。姉妹でザ・ピーナッツに扮した。
- 5月21日、群馬県沼田でファンクラブイベント（イチゴ狩り）。
- 5月22日、福岡放送『めんたいワイド』の新しいロゴタイプのデザインを手掛け、番組がリニューアルされたこの日から使用されている。これが縁で8月26・27日に行われた『24時間テレビ 「愛は地球を救う」』の福岡地区メインパーソナリティーを務めた。なお、2007年の24時間テレビでも引き続き福岡地区で出演している。
- 9月3日、東京都渋谷区笹塚でファンクラブイベント（ボウリング）。
- 11月26日、東京湾でファンクラブイベント（ランチクルーズ）。

2007年
- 2月24日から25日、河口湖でファンクラブイベント（初のディナーショー）。
- 3月21日から4月1日、舞台『OUT OF ORDER 〜偉人伝心〜』に出演（ナイチンゲール、ファーブル夫人に扮する）。舞台初日は安倍総理大臣夫妻が観劇。
- 5月4日から28日、舞台『うそつき弥次郎〜黄門様覚悟の仇討ち〜』に出演した。
- 5月14日、ギャルルを脱退した辻希美（つじじ）に代わり、同グループに加入。「あべべ」として活動することになった。
- なお、頻繁に出演する福岡放送の番組で「ギャルル」の宣伝のため出演した際、司会者から「（振り付けが多い分）歌うたうの大変ね」と言われたのに対して、親しい間柄からか「あんまり歌っていない」と口パクであることを告白した。
- 9月5日放送のTBS系「KUNOICHI」に初参戦。結果は、1stステージで失格。

2008年
- 3月1日、Web、モバイルサイトのリニューアルと同時に、オフィシャルモバイルサイト「A-Live」でエッセイ「若葉」を連載開始。
- 6月から9月、NHK大河ドラマ「篤姫」に出演。
- 7月、以前から勉強していたホームヘルパーの資格を取得[5]。
- 10月、琴の練習を始める。
- 11月27日から12月7日、「舞台版 イタズラなKiss 〜恋の味方の学園伝説〜」で主役の相原琴子役を演じる。

2009年
- NHKハート展で絵を出品。
- オカリナの練習を始め、7月19日、テレビ東京系で放送した「田舎に泊まろう!」で披露。
- 7月22日、初めて朗読劇（「LOVE LETTERS」）に挑戦する。

2010年
- 2月、ブラジルに番組撮影に向かった帰路、航空機の故障でアトランタで足止めになる。
- 4月、舞台「マーダーファクトリー」で、姉のなつみがモーニング娘。時代以来親しい保田圭と初めて共演する。

2011年
- 11月11日、結婚を報告、併せて芸能界引退も表明[6][7]。

## ディスコグラフィー
全作品ともユニバーサルミュージックより発売。
初回限定盤や通常盤初回出荷分には、「安倍麻美かるた」と称するカードが封入されている。

### シングル
1. 理由（2003年3月26日）
初回限定盤は特典として短編映画『水の記憶』のDVD同梱
カップリングは、本人作詞の『W・S・S→』。
2. Our Song（2003年7月2日）
初回限定盤は特典として短編映画『風の記憶』のDVD同梱
カップリングは、本人作詞の『follow me! follow you?』。
3. きみをつれていく（2003年10月8日、『超星神グランセイザー』エンディングテーマ）
初回限定盤は特典として短編映画『空の記憶』のDVD同梱
カップリングは、本人作詞の『会いたい』。
4. 卒業（2004年1月28日）
初回限定盤は特典としてミュージック・ビデオ収録DVD同梱
本人による作詞。
カップリングは、本人作詞の『ルージュ』。
5. 情熱セツナ（2004年8月4日、『ロックマンX COMMAND MISSION』テーマソング）
初回限定盤は特典としてミュージック・ビデオ収録DVD同梱
カップリングは、本人作詞の『夏がくる前に』。
6. Everyday（2004年11月3日）
初回限定盤は特典としてミュージック・ビデオ収録DVD同梱
カップリングは、本人作詞・作曲の『Ring』。

### アルバム
1. Wishes（2003年11月5日）
  1. 理由 （Album version）
  2. 捨てるのは拾うため　泣くのは笑うために
  3. 水たまりの中の月
  4. きみをつれていく
  5. Rolling Stone
  6. Our Song
  7. 夢見
  8. Answer Me
  9. 赤い花
  10. 守ってあげるよ
  11. Wish for Loving 〜愛せたらいいのに
2. 4 colors（2004年12月1日）
  1. Everyday
  2. Milk
  3. かすかな わずかな
  4. モミジ
  5. 情熱セツナ
  6. 沈黙のテレパシー
  7. 愛の水下さい
  8. 冗談じゃない恋の歌
  9. 卒業
  10. 卒業してから僕達は
  11. SWEET HEAVEN

### DVD
- a girl 〜I wish upon a song〜 （発売日：2003年12月17日、発売元：ユニバーサルJ、販売元：ビクターエンタテインメント株式会社）
  - SHORT MOVIES
    1. 水の記憶 （デビューシングル「理由」初回限定盤DVDと同内容）
    2. 風の記憶 （セカンドシングル「Our Song」初回限定盤DVDと同内容）
    3. 空の記憶 （サードシングル「きみをつれていく」初回限定盤DVDと同内容）

  - CLIPS
    1. 理由
    2. Our Song
    3. きみをつれていく

  - TV SPOT
    1. 理由 （15"ver.）
    2. Our Song （15"Ver.）
    3. きみをつれていく （15"Ver.&30"Ver.）
    4. Wishes （15"Ver.&30"Ver.）

  - 〜SPECIAL〜　Making of SHORT MOVIES
- SWEET HEAVEN （発売日：2004年12月1日、発売元：ユニバーサルシグマ）
  1. 卒業 (Clip)
  2. 卒業 (Making of Clip,BGM)
  3. 情熱セツナ (Clip)
  4. 情熱セツナ (Making of Clip,BGM)
  5. Everyday (Clip)
  6. Everyday (Making of Clip,BGM)
  7. Milk (Clip)
  8. Milk (Making of Clip,BGM) <Live Document Zepp Tokyo 21.21.2003>
  9. 理由
  10. 水たまりの中の月
  11. Wish for Loving〜愛せたらいいのに
  12. きみをつれていく
  13. Asami's X'mas Song <Live Document 東京厚生年金会館 3.28.2004>
  14. Our Song
  15. W.S.S→
  16. 守ってあげるよ
  17. 卒業
  18. Rolling Stone
  19. 捨てるのは拾うため 泣くのは笑うために
  20. Answer Me
  21. follow me!follow you?
  22. Asamin Talk
  23. 愛の水ください (BGM)
  24. Sweet Heaven〜Ending〜
  25. SWEET HEAVEN
- ASAMIX! （発売日：2004年12月10日、発売元：小学館、販売元：リバプール株式会社）

## 書籍

### 写真集
- そのまま。―安倍麻美1st写真集 （2003年7月、小学館、根本好伸） ISBN 4-09-372061-4
- 安倍麻美写真集 four colors（2004年10月23日、ワニブックス、西田幸樹） ISBN 4-8470-2829-5
- 安倍麻美写真集 Feeling good? （2005年11月24日、講談社、宮澤正明） ISBN 4-06-307864-7

### 小説
- 恋愛小説 バカみたい。（2005年11月24日、講談社） ISBN 4-06-213223-0（ISBN 978-4-06-213223-7）
ネット上で公開したもの。

## 出演

### テレビ
ドラマ
- 心はロンリー気持ちは「…」XI（2003年8月、フジテレビ） - 女子高生の内田さくら 役
- 南くんの恋人（2004年7月 - 9月、テレビ朝日） - 南桜 役[8]
- 24時間テレビ27 愛は地球を救う 父の海、僕の空（2004年8月、日本テレビ）[9] - バンドのボーカルの麻生美加 役
- ホットマン2（2004年10月 - 12月、TBS） - 千葉るみ子 役
- ザ・ヒットパレード〜芸能界を変えた男・渡辺晋物語〜（2006年5月26・27日 フジテレビ）-*ザ・ピーナッツ**伊藤月子 役-   ※初の姉妹共演
- 本当にあった!日本史サスペンス劇場（2007年9月18日、日本テレビ） - お菊 役
- 死化粧師〜エンバーマー間宮心十郎〜（2007年10月 - 12月、テレビ東京） - 看護師の琢磨ユカリ 役
- 7人の女弁護士（2008年5月1日、テレビ朝日系）第4話ゲスト　-　田島美由紀　役
- 大河ドラマ 篤姫 第34回・第35回・第37回・第38回・第40回 - 第44回・第45回（回想）・第47回 - 最終回（2008年、NHK） - 常磐[注 2]（ときわ）役[10]
- ママはニューハーフ（2009年4月 - 6月、テレビ東京） - 中江ひな子 役
- 水戸黄門 第40部 第17話「暴かれた芭蕉の正体!?・山中」（2009年11月30日、TBS） - お朝 役

バラエティほか
- ナイトシャッフル（福岡放送）※準レギュラー
- クイズ!ヘキサゴンII（フジテレビ）※準ゲスト
- ラジかるッ（日本テレビ）※木曜/準レギュラー
- にっぽん菜発見 そうだ、自然に帰ろう（ABC）※ほぼ年1回、毎年8月にゲストとして出演（不定期）
- 秘密のケンミンSHOW（2008年3月13日、4月10日、8月7日、2009年3月5日、ytv）※ゲスト、北海道代表として
- 爆笑レッドカーペット3時間満点コラボ祭り!!SP（2008年10月8日、フジテレビ）Wエンジンとコラボカーペットで共演
- ドライブ A GO!GO!（テレビ東京）※不定期
- アインシュタインの眼〜魅惑のスイーツ〜当代 人気パティシエ競演〜 （2009年1月/NHKデジタル衛星ハイビジョン、2009年2月/NHK総合）
- 田舎に泊まろう!（2009年2月1日、7月19日、8月9日、9月20日、11月1日、テレビ東京）
- 最恐怪-1グランプリ（2009年12月18日、テレビ東京）
- カスペ!-中居正広の世界はスゲェ!ココまで調べましたSP(2010年3月2日、フジテレビ）
- 世界の子供がSOS!THE★仕事人バンク マチャアキJAPAN(2010年4月11日、ABCテレビ）

### ラジオ
- 安倍麻美 すっぴんであさみん（2003年10月 - 2004年3月、ニッポン放送、毎週金曜日21時30分 - 22時）
- レコメン! 安倍麻美カラフル×2（2004年4月 - 2006年3月、文化放送、毎週月曜日23時35分 - 23時50分）
- 中村JAPAN（2004年7月 - 12月、Kiss-FM KOBE、毎週日曜日18時 - 18時55分、恋愛相談室のコーナーを担当していた）
- マツカズ・あさみんのHawaiian Rainbow（2007年4月 - 9月 ラジオ日本、毎週火曜日24時30分 - 25時）

### ネット放送
- ネットシネマ - マネー・ドロー （2005年9月 - 11月、NETCINEMA.TV） - 井上毬子 役
- モバHO!ハッピーアワー「お取り寄せでHAPPY!」（2006年11月 - 2007年3月、モバHO!＆あっ!とおどろく放送局、毎週金曜日12時00分 - 12時55分）

### 映画
- 劇場版 仮面ライダー響鬼と7人の戦鬼（2005年9月、東映） - ヒトツミ 役[11] ※特別出演
- ホールインワン 女子ゴルファー千春（2005年11月、シネマパラダイス） - 女子ゴルファー・美佳 役[12]

### ミュージカル・舞台
- 屋根の上のバイオリン弾き（2006年1月、東宝） - 三女のチャバ 役
- OUT OF ORDER 〜偉人伝心〜（2007年3月、ワタナベエンターテインメント） - ナイチンゲール 役・ファーブル夫人 役
- うそつき弥次郎〜黄門様覚悟の仇討ち〜（2007年5月、明治座） - 志乃 役
- 夢のひと（2007年12月 - 2008年2月、池袋サンシャイン劇場ほか） - 橋本明美 役
- 舞台版 イタズラなKiss 〜恋の味方の学園伝説〜（2008年11月27日 - 12月7日、シアターサンモール） - 相原琴子 役
- NHK歌謡バラエティーショー「あべ一座　〜あべ上がりの夜空に〜」（2009年7月11日、NHKホール）
- LOVE LETTERS 2009 19th Anniversary Ginza Special（2009年7月22日、ル テアトル銀座 by PARCO）
- 舞台版 イタズラなKiss 卒業編 〜この恋は卒業できない!!〜（2009年7月29日 - 8月13日、博品館劇場、新神戸オリエンタル劇場） - 相原琴子 役
- 髭を剃るムスメ（2009年10月29日 - 11月1日、京橋花月）
- マーダーファクトリー（2010年4月24日 - 29日、千住ミルディスI番館） - 大澤エリ 役
- アリバイのない天使（2010年7月3日 - 25日、東京グローブ座、サンケイホールブリーゼ） - 柚奈 役

### ゲーム
- タツノコ VS. CAPCOM CROSS GENERATION OF HEROES - 主題歌、挿入歌